# 五珠乡
五珠乡，是中华人民共和国云南省文山壮族苗族自治州广南县下辖的一个乡镇级行政单位。

## 行政区划
五珠乡下辖以下地区：
五珠村、九克村、老厂村、红石岩村、石盆村和六良箐村。